# Hartagyugh
Hartagyugh (en arménien Հարթագյուղ ) est une communauté rurale du marz de Lorri en Arménie. En 2008, elle compte 1 351 habitants.